# ارباز خان (بازیگر)
ارباز خان (انگلیسی: Arbaaz Khan); زاده ۱۳ اکتبر ۱۹۷۱ ‏(۵۳ سال) اهل کشور پاکستان است. وی در شهر نوشهره زاده شد. این هنر مند از محبوب‌ترین بازیگر ان سینمای پاکستان. او برای نخستین بار در سال ۱۹۹۶ برای نازی در فیلم گهونگٹ جلوی دوربین سینما رفت.